# Joe's Corsage
Joe's Corsage CD materijal od američkog glazbenika Franka Zappe i sastava The Mothers of Invention, koji je snimljen sredinom 1960. prije njihovog debitantskog album Freak Out! (1966.) Album je kompletirao arhivist Joe Travers, a ime mu je dao po Zappinom albumu iz 1979., Joe's Garage.
Na albumu Joe's Corsage nalazi se dosta skladbi koje su bile demoverzije, da bi kasnije bile uklopljene u materijal za album Freak Out!. Prve demosnimke snimljene su 1965.g., na kojima gitare svira Henry Vestine, koji kasnije postaje član blues sastava "Canned Heat". Također sadrži skladbu "My Babe" koju izvodi duo sastava "The Righteous Brothers" i "Hitch Hike" u izvedbi američkog glazbenika Marvina Gayea.

## Popis pjesama
Sve pjesme napisao je Frank Zappa, osim gdje je drugačije naznačeno.
1. "Pretty Pat" – 0:33
2. "Motherly Love" – 2:21
3. "Plastic People" (Richard Berry, Zappa) – 3:05
4. "Anyway the Wind Blows" – 2:55
5. "I Ain't Got No Heart" – 3:50
6. "The Phone Call"/"My Babe" (Bobby Hatfield, Bill Medley) – 4:06
7. "Wedding Dress Song/Handsome Cabin Boy" (Trad.) – 1:02
8. "Hitch Hike" (William "Mickey" Stevenson, Clarence Paul, Marvin Gaye) – 2:54
9. "I'm So Happy I Could Cry" – 2:43
10. "Go Cry on Somebody Else's Shoulder" (Zappa, Ray Collins) – 3:29
11. "How Could I Be Such a Fool?" – 3:00
12. "We Made Our Reputation Doing It That Way..." – 5:34

## Izvođači
- Frank Zappa – gitara, vokal
- Ray Collins – vokal, dajre, harmonika (skladbe 6–8)
- Henry Vestine – gitara (skladbe 2–5)
- Roy Estrada – bas-gitara
- Jimmy Black – bubnjevi

## Vanjske poveznice
- Informacije na Lyricsu
- Joe's Corsage na zappa.com  Arhivirana inačica izvorne stranice od 29. ožujka 2006. (Wayback Machine)